# Edgar Olivares Yanqui
Edgar Raúl Olivares Yanqui es un político peruano. Fue alcalde distrital de Sacsamarca entre 2007 y 2010 y actualmente es consejero del Gobierno Regional de Ayacucho desde 2019.
Nació en Sacsamarca, provincia de Huanca Sancos, departamento de Ayacucho, Perú el 4 de noviembre de 1955, hijo de Germán Eladio Olivares Ascarza y Angélica Fortunata Yanqui García. Cursó sus estudios primarios entre su localidad natal y la ciudad de Ayacucho y los secundarios entre esas dos ciudades y la ciudad de Ica donde la terminó. Entre 1974 y 1977 cursó estudios superiores de ingeniería química en la Universidad Nacional de San Cristóbal de Huamanga sin culminar la carrera y entre 1978 y 1984 cursó estudios de ingeniería eléctrica en la Universidad Nacional de Ingeniería sin terminar la carrera.
Participó en las elecciones municipales del 2006 siendo elegido como alcalde del distrito de Sacsamarca por el Partido Aprista Peruano con el 41.748% de los votos. Participó en las elecciones regionales del 2014 como candidato a consejero regional por la provincia de Huanca Sancos por el movimiento Qatun Tarpuy sin éxito. En las elecciones regionales del 2018 volvió a presentarse al mismo cargo por el movimiento Musuq Ñan obteniendo la elección con el 35.169% de los votos. Durante su gestión fue elegido presidente del consejo regional para el año 2021.